# Isaac Casaubon

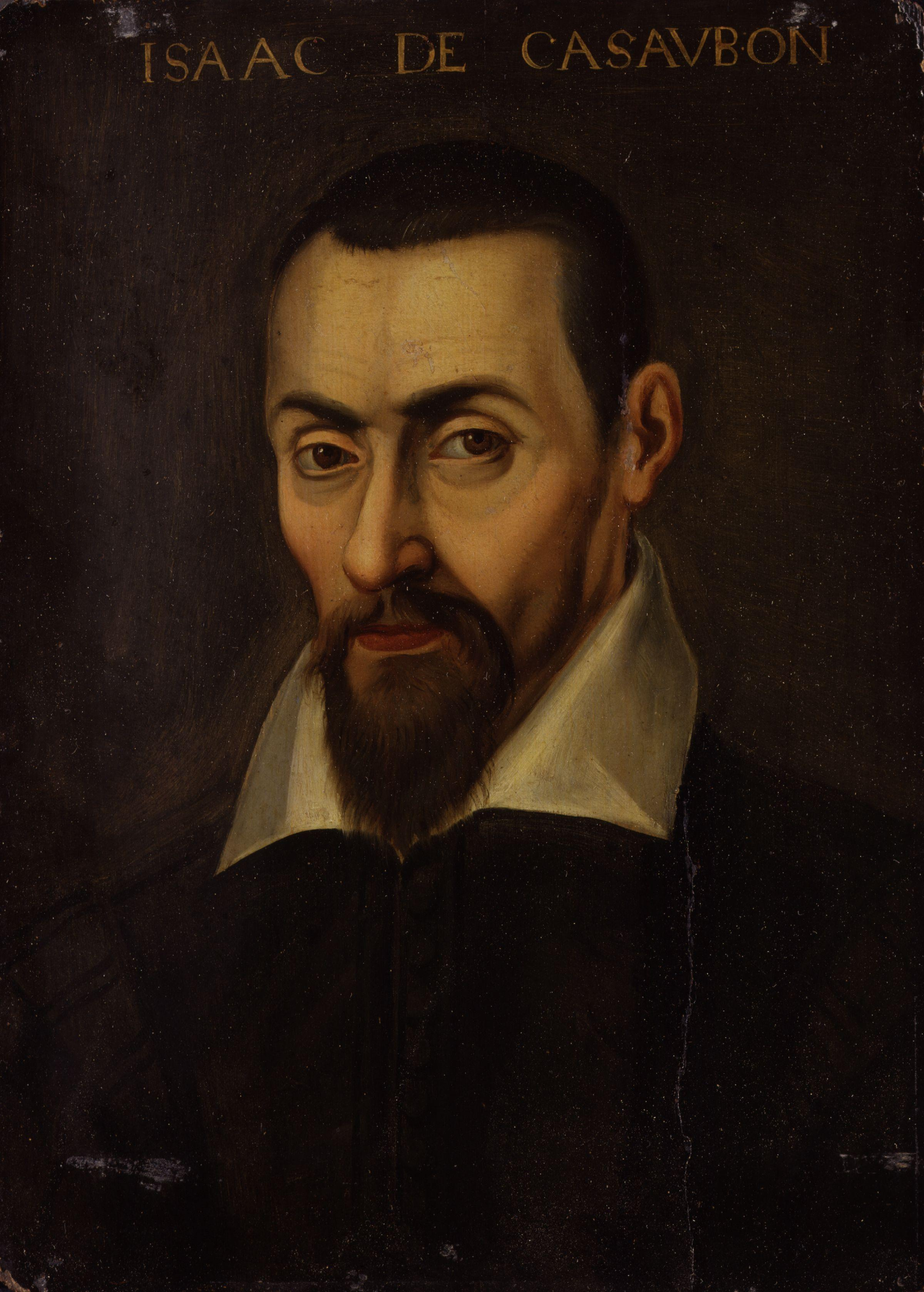
Isaac Casaubon

Isaac Casaubon (* 18. Februar 1559 in Genf; † 1. Juli 1614 in London, Pseudonyme Hortibonus, Misoponerus) war ein gelehrter Protestant und bedeutender Humanist.

## Leben
Isaac Casaubon wurde in Genf als Sohn hugenottischer Flüchtlinge geboren. Nach Erlass des Edikts von Nantes übersiedelte die Familie wieder nach Frankreich. Seine ersten Griechisch-Lektionen bekam er angeblich von seinem Vater nach der sog. Bartholomäusnacht auf der Flucht vor katholischen Verfolgern in einer Höhle. Er studierte dann in Genf und Leiden, heiratete eine Tochter des bedeutenden humanistischen Druckers Henri Estienne und folgte 1596 einem Ruf an die Universität Montpellier. Danach war er in Lyon und bis 1610 in Paris. Seine letzten Jahre verbrachte er in London.
Casaubon ist unter Philologen und Philosophiehistorikern heute vor allem durch seinen in De rebus sacris et ecclesiasticis exercitationes XVI (1614, London) erbrachten Nachweis bekannt, dass das sogenannte Corpus Hermeticum nicht früher als im 1. nachchristlichen Jahrhundert entstanden sein konnte. Für die aufgeklärten Geister des 17. und aller späteren Jahrhunderte musste damit ein Glaube, der noch viele der großen freien Renaissancehumanisten (von Marsilio Ficino bis Giordano Bruno) inspiriert hatte, ad acta gelegt werden, dass es nämlich eine außerbiblische uralte Weisheit aus mosaischer und vormosaischer Zeit gebe, die die Grundlage aller wahren Philosophie abgeben könne. Als Ersatz dafür „entdeckte“ die europäische Intelligenz jedoch bald die außerbiblischen Traditionen Indiens und Chinas.
Auf Casaubons Ausgabe von 1603 geht die heute noch übliche Bezeichnung Scriptores Historiae Augustae („Verfasser der Kaisergeschichte“) für die sechs heute allgemein als fiktiv angenommenen Autoren der Historia Augusta zurück.
Casaubons Sohn Méric Casaubon wurde in England als Übersetzer der Selbstbetrachtungen Mark Aurels bekannt, wenngleich er als Gelehrter nicht die Fähigkeiten seines Vaters erreichen konnte.

## Moderne Rezeption
Der durch seine Widerlegung der Datierung des Corpus Hermeticum bekanntgewordene Casaubon wurde der Namensgeber der Figur Edward Casaubon aus George Eliots Roman Middlemarch, einem Geistlichen und Dilettanten, der erfolglos an der Systematisierung und Zurückführung der Mythen auf ein Urmythos arbeitet. In der Romantik war die Mythenforschung ein Hauptarbeitsgebiet zahlreicher Philologen, doch war die Rückführung auf einen Ursprung schon zu Zeiten Eliots fragwürdig geworden und fand einen Ersatz in evolutionären Deutungen, die im 20. Jahrhundert gleichfalls als ahistorisch aufgegeben wurden und heute durch kulturwissenschaftliche Fragestellungen weitgehend in den Hintergrund gedrängt sind. Casaubon, der durch seine Forschung eine Kritik an einem Hauptwerk der Esoterik übte und die Widerlegung der monistischen Mythengeschichte einläutete, kann unmöglich mit der unfähigen fiktiven Person des Romans in Einklang gebracht werden. Vielmehr handelt es sich bei Edward Casaubon um die Parodie eines Gelehrten.
In Umberto Ecos Roman Das Foucaultsche Pendel heißt der Ich-Erzähler Casaubon.

## Schriften
- Notae ad Diogenis Laërtij libros de vitis, dictis et decretis principum Philosophorum, Morges, J. Le Preux, 1583. Digitalisat der BSB
- Theocriticarum lectionum libellus. In: Vetustissimorum Authorum Georgica, Bucolica & Gnomica poemata quae supersunt, (Genf), Vignon, 1584
- Animadversionum in Athenaei dipnosophistas, Lyon, Antoine de Harsy, 1600
- Historiae Avgvstae Scriptores Sex. Aelius Spartianus, Iulius Capitolinus, Aelius Lampridius, Vulcatius Gallicanus, Trebellius Pollio, & Flauius Vopiscus. Isaacvs Casavbonvs ex vett. libris recensuit : idemque librum adiecit emendationvm ac notarvm, Paris, Drouart, 1603
- De satyrica graecorum poesi et romanorum satira libri duo, Paris, Drouart, 1605
- De rebus sacris et ecclesiasticis exercitationes XVI, Frankfurt, Bring 1615. Digitalisat der BSB
- Auli Persii Flacci Satirarum Liber. Isaacus Casaubonus Recensuit, & Commentario Libro Illustravit. Ad Virum Amplissimum D. Achillem Harlaeum Senatus Principem, Paris, Drouart, 1615
- Misoponeri Satyricon. Cum notis aliquot ad obscuriora prosae loca et Graecorum interpretatione. Leiden, Sebastianus Wolzius, 1617

## Textausgaben
- Guerrino F. Brussich (Hrsg.): Isaac Casaubon: Polibio. Sellerio, Palermo 1991 (lateinischer Text und italienische Übersetzung)